# Малино (Ферапонтовский сельсовет)
Малино — деревня в Кирилловском районе Вологодской области.
Входит в состав Ферапонтовского сельского поселения, с точки зрения административно-территориального деления — в Ферапонтовский сельсовет.
Расстояние по автодороге до районного центра Кириллова — 31 км, до центра муниципального образования Ферапонтово — 9 км. Ближайшие населённые пункты — Евсюнино, Мыс, Захарьино.
По переписи 2002 года население — 2 человека.